# Milionia luculenta
Milionia luculenta är en fjärilsart som beskrevs av Swinhoe 1889. Milionia luculenta ingår i släktet Milionia och familjen mätare. Inga underarter finns listade i Catalogue of Life.